# Srđan Pecelj
Srđan Pecelj (Mostar, 12 maart 1975) is een Bosnisch voetballer.